# Bayacas
Bayacas es una localidad y pedanía española perteneciente al municipio de Órgiva, en la provincia de Granada, comunidad de Andalucía. Está situada en la parte occidental de la Alpujarra Granadina. Cerca de esta localidad se encuentran los núcleos de Carataunas, Soportújar, Cáñar y Las Barreras.

## Historia y toponimia
Antes conocida como "Vaiaca", Bayacas fue un municipio independiente hasta que, entre 1925 y 1930, se fusionó con Órgiva.

## Demografía
| Gráfica de evolución demográfica de Bayacas entre 1842 y 1920 |
| |
| Población de derecho según los censos de población del INE Población de hecho según los censos de población del INEEntre el censo de 1930 y el anterior, este municipio desaparece porque se integra en el municipio Órjiva |

Según el Instituto Nacional de Estadística de España (INE), Bayacas contaba con 179 habitantes censados en el año 2019.

### Evolución demográfica
Gráfica de evolución demográfica de Bayacas entre 1857 y 2019:

Datos según el nomenclátor publicado por el INE. Los datos de los años 1857 y 1860 corresponden a los datos de población de hecho, no de derecho. Entre los años 1920 (cuando Bayacas pasa a pertenecer a Órgiva) y 2000 no se poseen datos de población censada en Bayacas específicacmente dado que éstos quedan incluidos dentro de los habitantes censados totales de Órgiva.

## Situación geográfica
Bayacas está situada en la cara sur de Sierra Nevada, y más concretamente en el valle del Río Chico, afluente del río Guadalfeo, en una pequeña vega formada tras el cono de deyección del Río Chico, la Vega de Bayacas. El núcleo principal está situado sobre la ladera orientada al sur, hacia la cara norte de las vecinas sierra de Lújar y sierra de la Contraviesa, pero además existen numerosos cortijos dispersos por la citada vega.

### Río Chico
Los habitantes de Bayacas han vivido siempre pendientes del Río Chico, debido a que el mismo río que tras su cono de deyección ha creado la fértil Vega de Bayacas con los sedimentos aportados durante años y los constantes cambios de su trazado, también ha provocado inundaciones en la citada vega en repetidas ocasiones.
La más recordada de éstas inundaciones es la riada del 26 de julio de 1860, en la que quedaron sepultadas diversas construcciones, y en la que también desapareció, debido a los desprendimientos de tierra que se produjeron, un pueblo situado río arriba llamado Barjas.
La última ocasión en la que el Río Chico se salió de su cauce fue el 24 de diciembre de 2009, ocasión en la que los cortijos dispersos por la Vega de Bayacas y el núcleo principal quedaron incomunicados entre sí varios días al pasar el río por encima del puente que los une.

## Patrimonio arquitectónico
Gran parte de las construcciones existentes conservan las características de la arquitectura tradicional de la Alpujarra: "terraos" planos de launa, aleros de lajas, paredes de mampostería encaladas, utilizando materiales de la zona.
En el exterior del pueblo aún quedan restos de los antiguos hornos de yeso.
La trama urbana está formada por calles estrechas de anchura irregular, con gran pendiente para superar el desnivel de la ladera sobre la que el pueblo se asienta, con pequeñas plazoletas en las que suele haber una fuente, y algún "tinao".

### Templo parroquial de San Sebastián de Bayacas
Iglesia de estilo mudéjar construida en el siglo XVII sobre una antigua mezquita nazarí. Nombrada o conocida por los lugareños como la "Iglesia de Bayacas".

## Patrimonio cultural

### Fiestas
Las fiestas en honor a San Sebastián —patrón del pueblo— se celebran el fin de semana más próximo al 20 de enero, así como los chiscos de San Antón, el 16 de enero. A final de primavera, el 13 de junio, se festeja el día de San Antonio de Padua.
También es costumbre en esta localidad que el Domingo de Resurrección se vaya al campo, a degustar los tradicionales hornazos granadinos. 
Como pasa en gran parte de las regiones productoras de castañas de España, en la Alpujarra, también se celebra la castañada o fiesta de la castaña. La noche anterior a la festividad del Día de todos los Santos. Lo particular en la Alpujarra es la conservación del sustantivo proveniente del árabe mauraca para designar a esa festividad en la que se asan castañas, boniatos y calabazas a la vez que se bebe anís.

### El Árbol de la Vida de Bayacas
En una de las paredes transversales exteriores del centro sociocultural del pueblo, denominado actualmente con el nombre "El Árbol de la Vida", cuyo edificio antiguamente era la escuela del pueblo (conocido en el pueblo como "Las Escuelas"), se puede observar una representación del Árbol de la Vida con piezas de cerámica realizadas por los habitantes del pueblo de todas las edades, en un proceso de embellecimiento del espacio público.

## Curiosidades
Se trata de uno de los pocos núcleos urbanos de España que no tienen ni un solo bar; tampoco dispone de escuela desde hace varias décadas.
La famosa actriz británica Margaret Nolan, quien fuera la chica Bond de Sean Connery en la película 'James Bond contra Goldfinger', reside junto a su familia en esta localidad.
Varias escenas de la película Al Sur de Granada, dirigida por Fernando Colomo, fueron rodadas en el interior del templo parroquial de San Sebastián de Bayacas, o iglesia de Bayacas.